# Effest
 (juillet 2019).
Si vous disposez d'ouvrages ou d'articles de référence ou si vous connaissez des sites web de qualité traitant du thème abordé ici, merci de compléter l'article en donnant les références utiles à sa vérifiabilité et en les liant à la section « Notes et références ».
Effest était une société de développement de jeu vidéo française. L'entreprise doit son nom à sa situation géographique et à la plate-forme employée pour le développement de ses titres : Effest était basée à proximité de la Tour Eiffel et a commencé par réaliser des jeux sur Atari ST.

## Histoire
La société a été créée en 1987 par Robert Gros, qui l'a dirigée jusqu'en octobre 1990, date à laquelle l'entreprise a été mise en liquidation. Tous les jeux Effest ont été réalisés par la même équipe, composée d'un chef de projet, de deux programmeurs, de trois graphistes et d'un musicien.

## Liste des jeux
- Les Défenseurs de l'ombre - aventure, 1987
- Le Portail du monde - aventure, 1988
- Joue et rejoue avec Zerty vol. 1 - éducatif, 1989
- Supertaz - action, 1989
- Joue et rejoue avec Zerty vol. 2 - éducatif, 1989
- Perds pas la bille - réflexion, 1990
- Les Survivants de l'aube rouge - aventure, 1990
- Joue et rejoue avec Zerty vol. 3 - éducatif, 1990